# Rhoptria collata
Rhoptria collata är en fjärilsart som beskrevs av Jacob Hübner 1825-1826. Rhoptria collata ingår i släktet Rhoptria och familjen mätare. Inga underarter finns listade.